# Una donna e una canaglia
Una donna e una canaglia (La bonne année) è un film del 1973 diretto da Claude Lelouch.

## Trama
Il gangster Simon sta preparando, con il suo complice Charlot, quello che definisce "il primo furto psicologico nella storia del brigantaggio". Accanto alla gioielleria Van Cleef & Arpels, sulla Croisette, a Cannes, si trova la boutique di una bellissima antiquaria, Françoise, che attira l'attenzione del delinquente.
Lo scassinatore e l'antiquaria si innamorano l'uno dell'altra. Lui simpatico ma senza raffinatezza; lei colta e indipendente, ma scopre al contatto con Simon che la vanità del suo ambiente familiare le pesa e preferisce una storia d'amore semplice con Simon. Il piano di rapina che il ladro prepara è lungo e molto più sofisticato delle sue seducenti manovre con Françoise. Ma avrà meno successo.

## Riconoscimenti
- 1973 – Festival internazionale del cinema di San Sebastián
  - Migliore attrice a Françoise Fabian
  - Miglior attore a Lino Ventura